# Comuna Pepeni, Sîngerei
Comuna Pepeni este o comună din raionul Sîngerei, Republica Moldova. Este formată din satele Pepeni (sat-reședință), Pepenii Noi, Răzălăi și Romanovca.

## Demografie
Conform datelor recensământului din 2014, comuna are o populație de 5.594 de locuitori. La recensământul din 2004 erau 6.020 de locuitori.

## Administrație și politică
Componența Consiliului local Pepeni (13 consilieri), ales la 5 noiembrie 2023, este următoarea:
|  | Partid                                       | Consilieri | Componență | Componență | Componență | Componență | Componență | Componență |
|  | -------------------------------------------- | ---------- | ---------- | ---------- | ---------- | ---------- | ---------- | ---------- |
|  | Coaliția pentru Unitate și Bunăstare         | 6          |            |            |            |            |            |            |
|  | Partidul Acțiune și Solidaritate             | 5          |            |            |            |            |            |            |
|  | Partidul Socialiștilor din Republica Moldova | 1          |            |            |            |            |            |            |
|  | Partidul Liberal Democrat din Moldova        | 1          |            |            |            |            |            |            |